# Ácido carbâmico
Ácido carbâmico é um composto instável, de fórmula química CH3NO2.

## Grupos funcionais associados

### Carbamatos
Carbamatos são os ésteres ou sais do ácido carbâmico, no qual o H+ da hidroxila é substituído, respectivamente, por um grupo alquilo (ou arilo) ou por um catião. Neste classe também incluem-se os compostos em que os -H do grupo amina estão substituídos por outros grupos.
Exemplos: Carbamato de etila, Neostigmina

### Carbamoil
O grupo funcional carbamoil(a,o) é obtido ao substituir-se a hidroxila por um grupo orgânico.
Exemplos: Glutamina (ácido 2-amino-4-carbamoil-butanoico), Fosfato de carbamoilo